# Loma Manzana
Loma Manzana är en ort i Mexiko.   Den ligger i kommunen Vicente Guerrero och delstaten Puebla, i den sydöstra delen av landet, 230 km sydost om huvudstaden Mexico City. Loma Manzana ligger 2 492 meter över havet och antalet invånare är 349.
Terrängen runt Loma Manzana är lite bergig. Runt Loma Manzana är det ganska tätbefolkat, med 149 invånare per kvadratkilometer. Närmaste större samhälle är Ajalpan, 16,6 km sydväst om Loma Manzana. Omgivningarna runt Loma Manzana är en mosaik av jordbruksmark och naturlig växtlighet.